# 협박
| |
| 형법 刑法 |
| 형법학 · 범죄 · 형벌 죄형법정주의 |
| 범죄론 |
| 구성요건 · 실행행위 · 부작위범 간접정범 · 미수범 · 기수범 · 중지범 불능범 · 상당인과관계 고의 · 고의범 · 착오 과실 · 과실범 공범 · 정범 · 공동정범 공모공동정범 · 교사범 · 방조범 |
| 항변 |
| 위법성조각사유 · 위법성 · 책임 · 책임주의 책임능력 · 심신상실 · 심신미약 · 정당행위 · 정당방위 · 긴급피난 · 오상방위 · 과잉방위 · 강요된 행위                                     |
| 죄수 |
| 상상적 경합 · 연속범 · 병합죄 |
| 형벌론 |
| 사형 · 징역 · 금고 벌금 · 구류 · 과료 · 몰수 법정형 · 처단형 · 선고형 자수 · 작량감경 · 집행유예                                                                                  |
| 대인범죄 |
| 보통살인죄 · 존속살해죄 · 자살교사·방조죄 |
| 촉탁승낙살인죄 · 영아살해죄 · 낙태죄 |
| 상관살해죄 |
| 폭행죄 · 상해치사죄 · 절도죄 |
| 성범죄 · 성매매알선 · 강간죄 |
| 유괴 · 과실치사상죄 · |
| 대물범죄 |
| 손괴죄 · 방화죄 |
| 절도죄 · 강도죄 · 사기죄 |
| 사법절차 방해죄 |
| 공무집행방해죄 · 뇌물죄 |
| 위증죄 · 배임죄 |
| 미완의 범죄 |
| 시도 · 모의 · 공모 |
| 형법적 항변 |
| 자동증, 음주 & 착오 |
| 정신 이상 · 한정책임능력 |
| 강박 · 필요 |
| 도발 · 정당방위 |
| 다른 7법 영역 |
| 헌법 · 민법 · 형법 |
| 민사소송법 · 형사소송법 · 행정법 |
| 포털: 법 · 법철학 · 형사정책 |
| v • d • e • h |

협박(脅迫, 영어: intimidation)은 남에게 어떤 일을 하도록 위협하는 행위로, 대한민국의 형법에서는 상대에게 공포심을 일으키기 위하여 생명·신체·자유·명예·재산 따위에 해(害)를 가할 것을 통고하는 일을 말한다.

## 대한민국 형법상에서의 협박죄
- 협박죄는 개인의 법적 안전의식을 보호법익으로 규정하므로, 객체는 자연인에 국한된다. 자연인 중에서는 의사능력이 있어야 한다.(유아, 심신장애자, 술취한 사람, 깊이 잠든 사람에 대한 협박은 협박이 아니다) 형법에서 '사람을 협박한 자'를 처벌 대상으로 정한 협박죄에 있어서의 협박이라 함은 판례상 "사람으로 하여금 공포심을 일으킬 수 있을 정도의 해악을 고지하는 것"을 의미하고, 행위자가 "직접 해악을 가하겠다"고 고지하는 것은 물론 "제3자로 하여금 해악을 가하도록 하겠다"는 방식으로도 해악의 고지는 가능한 바, 고지자가 제3자의 행위를 사실상 지배하거나 제3자에게 영향을 미칠 수 있는 지위에 있는 것으로 믿게 하는 명시적·묵시적 언동을 하였거나 제3자의 행위가 고지자의 의사에 의하여 좌우될 수 있는 것으로 상대방이 인식한 경우에는 고지자가 직접 해악을 가하겠다고 고지한 것과 마찬가지의 행위로 평가할 수 있다.[1]
- 협박죄가 성립하려면 일반적으로 사람으로 하여금 공포심을 일으키게 하기에 충분한 것이 어야 하지만, 상대방이 그에 의하여 현실적으로 공포심을 일으킬 것까지 요구하는 것은 아니며, 그와 같은 정도의 해악을 고지함으로써 상대방이 그 의미를 인식한 이상, 상대방이 현실적으로 공포심을 일으켰는지 여부와 관계없이 그로써 구성요건은 충족되어 협박죄의 기수에 이르는 것이다.[2]

#### 형법상 "협박"용어가 인정되는 것들
- 공포심을 일으키게 할 목적으로 해악(害惡)을 가할 것을 통고하는 일체의 행위를 말하며, 그 통고로써 상대방이 사실상 공포심을 가졌는가 여부는 묻지 않는다(소요죄의 협박).
- 협박죄의 협박에서 사실상 공포심을 가지게 되어야 한다고 보는 것이 종래의 학설이었으나, 2007년 대법원은 전원합의체 판결에서 상대방이 공포심을 가졌는지 여부는 협박죄의 성부에 있어 요건이 아니라고 설시하였다. 협박죄는 사람의 의사결정의 자유를 보호법익으로 하는 위험범이라 봄이 상당하고, 협박죄의 미수범 처벌조항은 해악의 고지가 현실적으로 상대방에게 도달하지 아니한 경우나, 도달은 하였으나 상대방이 이를 지각하지 못하였거나 고지된 해악의 의미를 인식하지 못한 경우 등에 적용될 뿐이다.[3]이에 대해 미수범과의 경계가 불분명해진다는 반대견해가 있었다.
- 상대방의 반항심을 억압할 정도의 공포심을 일으켜야 한다(강도죄·강간죄의 협박). 형법이 협박미수죄를 벌하고 있는 점으로 보아(286조), 협박죄는 당연히 상대방에게 사실상 공포심이 생겼을 것이 필요하다고 해석된다(침해범).

해악의 통고자는 자신이 누구인지를 상대방에게 알릴 필요가 없고 또한 상대방은 통고자가 누구인지를 알 필요도 없다. 해악의 내용은 제한된 바가 없으므로 생명·신체·자유·명예·재산, 그 밖의 모든 것이 포함될 수 있다. 길흉화복을 통고하는 것은 단순한 미신에 속하므로 협박이 되지 않고, 단순한 경고에 지나지 않는다고 보는 것이 통설이다.

#### 협박죄에 관한 법률
- 협박죄 대한민국 형법 제283조 1항 : 사람을 협박한 자는 3년 이하의 징역, 500만원 이하의 벌금, 구류 또는 과료에 처한다.
- 존속 협박죄 대한민국 형법 제283조 2항 : 자기 또는 배우자의 직계존속에 대하여 제1항의 죄를 범한 때에는 5년 이하의 징역 또는 700만원 이하의 벌금에 처한다.
- 특수 협박죄 대한민국 형법 제284조 : 단체 또는 다중의 위력을 보이거나 위험한 물건을 휴대하여 전조 제1항, 제2항의죄를 범한 때에는 7년 이하의 징역 또는 1천만원 이하의 벌금에 처한다.
- 상습 협박죄 대한민국 형법 제285조 : 상습으로 제283조제1항, 제2항 또는 전조의 죄를 범한 때에는 그 죄에 정한 형의 2분의 1까지 가중한다.
- 협박 미수범 대한민국 형법 제286조 : 전3조의 미수범은 처벌한다.
- 공중 협박죄 대한민국 형법 제116조의2 : '불특정 다수를 상대로 범행을 예고'(칼부림 예고한 글 작성자는 협박죄로 처벌됨) 것으로 논란이 있자 다중 불해산 죄를 보완하는 법률로 불특정 또는 다수의 사람의 생명, 신체에 위해를 가할 것을 내용으로 공연히 공중을 협박한 사람을 5년 이하의 징역 또는 2천만원 이하의 벌금에 처하도록 2025년 3월 18일 시행되었다

### 협박죄 판례
- 경찰관이 친구 채권 전화로 추심한 사건- 상대방이 그에 의하여 현실적으로 공포심을 일으킬 것까지 요구하는 것은 아니며, 그와 같은 정도의 해악을 고지함으로써 상대방이 그 의미를 인식한 이상, 상대방이 현실적으로 공포심을 일으켰는지 여부와 관계없이 그로써 구성요건은 충족되어 협박죄의 기수에 이르는 것으로 해석하여야 한다.
- 가위협박사건- 협박은 묵시적인 거동에 의하여도 할 수 있다.
- 방에 불을 질러버리겠다는 사건
- 두고보자 사건- 같은 동리에 사는 동년배간에 동장직을 못하게 하였다는 불만의 표시로서 "두고 보자"는 말을 한 것은 협박이 아님.
- 입을 찢어 버릴라 사건- 단순한 감정적인 욕설으로 협박이 되지 않음
- 제3자로 하여금 해악을 가하도록 하겠다고 한 사건- 제3자에게 해악을 가하도록 하는 것도 협박이 되나 이 경우 해당되지 않는다.
- 목을 자른다 사건- 협박죄를 구성할 만한 해악을 고지할 의사가 없었으므로 협박이 아니다.
- 수박 서리 사건- 정당한 훈계의 범위 안에 있으므로 사회상규에 위배되지 않아 위법성이 조각된다.
- 딸이 가정파괴범이다라고 한 사건- 협박의 내용이 사회통념에 비추어 용인할 수 있으므로 협박죄가 되지 않는다.
- 여관 명도해 주든가 사건 - 사회상규를 벗어나지 않는 권리행사는 위법성이 조각된다.
- 병으로 피해자를 찌를 듯이 겨누어 협박한 사건- 상황은 있으나 상당성을 초과하여 정당방위나 과잉방위가 되지 않는다.
- 아들에게 죽여버린다 한 사건- 아들에게 야구방방이로 때릴 듯이 죽여버린다고 소리친 것은 아들의 인격 성장에 장해를 가져올 우려가 커서 이를 교양권의 행사라고 볼 수 없다.
- 상해와 동시에 가위로 찔러 죽인다고 한 사건- 협박죄의 죄수에 관한 판례로 협박이 상해사실과 같은 시간 같은 장소에서 동일한 피해자에게 가해진 경우 협박죄는 성립하지 않는다.
- 협박과 감금죄와의 관계에 대한 판례
- 횡령인서를 받은 후 갈취한 사건
- 폭처법 제2조 4항과 반의사불벌죄 규정
- 조상천도제를 지내지 아니하면 좋지 않은 일이 생긴다는 취지의 해악의 고지는 길흉화복이나 천재지변의 예고로서 행위자에 의하여 직접, 간접적으로 좌우될 수 없는 것이고 가해자가 현실적으로 특정되어 있지도 않으며 해악의 발생가능성이 합리적으로 예견될 수 있는 것이 아니므로 협박으로 평가될 수 없다.[4]
- 협박죄의 성립에 요구되는 협박은 일반적으로 그 상대방이 된 사람으로 하여금 공포심을 일으키기에 충분한 정도의 해악을 고지하는 것을 말한다.[5]
- 피해자와 언쟁 중 “입을 찢어 버릴라”라고 한 말은 당시의 주위 사정 등에 비추어 단순한 감정적인 욕설에 불과하고 피해자에게 해악을 가할 것을 고지한 행위라고 볼 수 없어 협박에 해당하지 않는다.[6]

### 강간죄에서의 폭행 협박의 기준
강간죄가 성립하려면 가해자의 폭행․협박은 피해자의 항거를 불가능하게 하거나 현저히 곤란하게 할 정도의 것이어야 하고, 폭행․협박이 피해자의 항거를 불가능하게 하거나 현저히 곤란하게 할 정도의 것이었는지 여부는 그 폭행․협박의 내용과 정도는 물론, 유형력을 행사하게 된 경위, 피해자와의 관계, 간음 당시와 그 후의 정황 등 모든 사정을 종합하여 판단하여야 한다.

### 강제추행죄에서 폭행 협박의 기준
상대방에 대하여 폭행 또는 협박을 가하여 항거를 곤란하게 한 뒤에 추행행위를 하는 경우뿐만 아니라 폭행행위 자체가 추행행위라고 인정되는 경우도 포함되는 것이며, 이 경우에 있어서의 폭행은 반드시 상대방의 의사를 억압할 정도의 것임을 요하지 않고 상대방의 의사에 반하는 유형력의 행사가 있는 이상 그 힘의 대소강약을 불문한다고 판시하고 있다.

### 법인의 협박죄의 객체해당여부
협박죄는 자연인만을 그 대상으로 예정하고 있을 뿐 법인은 협박죄의 객체가 될 수 없다.

### 감금죄와 관계
협박은 감금죄에 흡수된다.

### 위험범
- 협박죄는 위험범으로서 기수에 이르기 위하여 상대방이 현실적으로 공포심을 일으킬 것을 요하지 않는다.[11]

### 협박 사례
- 피고인이 피해자와 횟집에서 술을 마시던 중 피해자가 모래 채취에 관하여 항의하는 데 에 화가 나서, 횟집 주방에 있던 회칼 2자루를 들고 나와 죽어버리겠다며 자해하려고 한 경우, 이러한 피고인의 행위는 피고인의 요구에 응하지 않으면 피해자에게 어떠한 해악을 가할 듯한 위세를 보인 행위로서 협박에 해당한다고도 볼 수 있다.[12]
- 사채업자인 甲이 채무자 乙에게, 채무를 변제하지 않으면 乙이 숨기고 싶어하는 과거 행적과 사채를 쓴 사실 등을 남편과 시댁에 알리겠다는 등의 문자메시지를 발송한 경우, 甲의 행위는 협박에 해당한다.[13]
- 甲은 1996. 4 경 乙의 집으로 전화를 걸어 乙에게 “일본노래를 표절했다, 사회에 매장시키겠다.”라고 수회에 걸쳐 폭언을 하고, 하루에 수십 회 반복하여 乙에게 “강도같은 년, 표절가수다.”라는 등의 폭언을 하면서 욕설을 하였고, 1998.3.경 乙의 집으로 전화하여 乙에게 “전화번호를 다시 바꾸면 가만 두지 않겠다.”라는 등으로 폭언을 하고, 1999. 9. 1. 00:40경 乙의 집 자동응답전화기에 “乙이 살인청부 교사범 맞아, 남의 작품을 빼앗아 간 여자, 도둑년하고 살면서, 미친년 정신 똑바로 차려.”라고 하고 1999. 2.경에도 다시 욕설과 폭언을 하는 등 수회에 걸쳐 욕설과 폭언 등을 녹음한 경우, 폭행죄는 성립하지 않는다. 다만 협박죄는 성립할 수 있다[14]
- 정보보안과 소속 경찰관이 자신의 지위를 내세우면서 타인의 민사분쟁에 개입하여 빨리 채무를 변제하지 않으면 상부에 보고하여 문제를 삼겠다고 말한 경우, 객관적으로 상대방이 공포심을 일으키기에 충분한 정도의 해악의 고지에 해당하므로 현실적으로 피해자가 공포심을 일으키지 않았다 하더라도 협박죄의 기수에 이르렀다고 보아야 한다[15]

### 협박과 권리행사 구분
- 민사적 법률관계하에서 이해관계가 상충되는 당사자 사이에 권리의 실현 행사 과정에서 이루어진 해악의 고지가 협박죄의 ‘협박’에 해당하는지 여부는, 이해관계가 대립되는 당사자의 권리 실현 행사의 내용으로 통상적으로 예견 수용할 수 있는 범위를 현저히 벗어난 정도에 이르렀는지, 해악의 고지방법과 그로써 추구하는 목적 사이에 합리적 관련성이 존재하는지 등 여러 사정을 세심히 살펴보아야 한다.[16]

### 협박 긍정 사례
- 가위로 목을 찌를 듯이 겨눔[17]
- 피고인이 피해자인 누나의 집에서 온 몸에 연소성이 높은 고무놀을 바르고 라이타 불을 켜는 동작을 하면서 이를 말리려는 피해자 등에게 가위, 송곳을 휘두르면서 “방에 불을 지르겠다” “가족 전부를 죽여버리겠다”고 소리치고 이를 약 1시간가량 말리던 피해자가 끝내 무섭고 두려워 신고를 하였다면, 피고인의 행위는 피해자로 하여금 공포심을 일으킬 수 있는 정도의 해악의 고지가 되고, 피고인에게 협박의 고의가 있었다고 본 사례[18]
- 자식에게 야구방망이로 때릴 듯하면서 "죽여 버린다"고 한 것[19]
- 공기총으로 위협[20]
- 피고인은 피해자의 장모가 있는 자리에서 서류를 보이면서 “피고인의 요구를 들어주지 않으면 서류를 세무서로 보내 세무조사를 받게 하여 피해자를 망하게 하겠다.”라고 말하여 피해자의 장모로 하여금 피해자에게 위와 같은 사실을 전하게 하고, 그 다음 날 피해자의 처에게 전화를 하여 “며칠 있으면 국세청에서 조사가 나올 것이니 그렇게 아시오.”라고 말하였다.[21]
- 사실을 인정하지 않으면 비위사실을 상부에 보고하겠다고 하는 것[22]
- 정보보안과 경찰관이 타인의 민사분쟁에 개입하여 빨리 채무를 변제하지 않으면 상부에 보고하겠다고 하는 것[23]
- 회사 본사에 ‘회사의 내부비리 등을 금융감독원 등 관계 기관에 고발하겠다.’라는 취지의 서면을 보내는 한편, 상무이사에게 전화를 걸어 자신의 횡령행위를 문제 삼지 말라고 요구하면서 위 서면의 내용과 같은 취지로 발언[24]
- 피해자 본인이나 그 친족뿐만 아니라 그 밖의 제3자에 대한법익 침해를 내용으로 하는 해악을 고지한 경우에도, 피해자 본인과 제3자가 밀접한 관계에 있어 그 해악의 내용이 피해자 본인에게 공포심을 일으킬 만한 정도의 것이라면 협박죄가 성립할 수 있다.[25]

### 부정 사례
- 피고인이 공소사실 기재 일시, 장소에서 자신의 동거남과 성관계를 가진 바 있던 피해자에게 “사람을 사서 쥐도 새도 모르게 파묻어버리겠다. 너까지 것 쉽게 죽일 수 있다.”라고 한 말에 관하여 이는 언성을 높이면서 말다툼으로 흥분한 나머지 단순히 감정적인 욕설 내지 일시적 분노의 표시를 한 것에 불과하고 해악을 고지한다는 인식을 갖고 한 것이라고 보기 어렵다.[26]
- 112에 전화를 하여 경찰관에게 “내 휴대폰으로 대전역을 폭파시키겠다는 문자메시지를 받았는데 발신자 전화번호는 (휴대전화 번호 생략)인데 알아봐 달라.”라고 말한 사안에서, 제3자의 행위에 의한 해악의 발생이 피고인의 의사에 좌우될 수 있다는 취지도 함께 고지되었다고 보기 어렵고, 또한 그와 같이 볼만 한 주변정황도 없으므로 협박으로 볼 수 없다[27]
- 피고인은 피해자가 그동안 수박을 들고 간 것으로 오신한 나머지, 피해자를 불러 세운 다음 피해자에게 “도둑 잡았다.”, “어제도 그제도 네가 수박을 따갔지.”, “학교에 전화를 하겠다."라는 등으로 말하면서 자신의 소행이 아님을 극구 변명하는 피해자를 윽박지르고, 이어 … 제3자의 만류로 피해자를 돌려보내면서도 피해자에게 “앞으로 수박이 없어지면 네 책임으로 한다.”라는 등으로 말하였다. 그 후 피해자가 스스로 음독자살하기에 이르렀다 하더라도 이는 피해자가 자신의 결백을 밝히려는 데 그 동기가 있었던 것으로 보일 뿐 그것이 피고인의 협박으로 인한 결과라고 보기도 어려우므로 그와 같은 결과의 발생만을 들어 이를 달리 볼 것은 아니다.[28]
- 을녀가 피해자 병, 정에게 한 말 역시 “갑녀를 찾아내어 피고인을 유혹하여 부정한 행위를 한 데에 대하여 사과하게 하라.”라는 것을 요구하며, 그 뜻을 강조하기 위하여 고소를 하겠다거나, 시집가는 데에 방해를 하겠다는 등의 언사를 한 것으로 볼 수 있으며, 갑녀의 앞서 본 부정한 행동과 모순된 태도에 비추어 보면 을녀가 위와 같은 요구에 수반된 위와 같은 해악의 고지는 사회통념상 이를 용인하여야 할 것으로 볼 소지가 있다고 하였다.[29]
- 피해자와 언쟁 중 ‘입을 찢어 버릴라.’라고 한 말은 당시의 주위사정 등에 비추어 단순한 감정적인 욕설에 불과하고 피해자에게 해악을 가할 것을 고지한 행위라고 볼 수 없어 협박에 해당하지 않는다.[30]
- 피고인이 혼자 술을 마시던 중 갑 정당이 국회에서 예산안을 강행처리하였다는 것에 화가 나서 공중전화를 이용하여 경찰서에 여러 차례 전화를 걸어 전화를 받은 각 경찰관에게 경찰서 관할구역 내에 있는 갑 정당의 당사를 폭파하겠다는 말을 한 사안에서, 피고인은 갑 정당에 관한 해악을 고지한 것이므로 각 경찰관 개인에 관한 해악을 고지하였다고 할 수 없고, 다른 특별한 사정이 없는 한 일반적으로 갑 정당에 대한 해악의 고지가 각 경찰관 개인에게 공포심을 일으킬 만큼 서로 밀접한 관계에 있다고 보기 어려워 피고인의 행위가 각 경찰관에 대한 협박죄를 구성하지 않는다.[31]

## 해당 조문
- 단순협박죄 대한민국 형법 제283조
- 특수협박죄 대한민국 형법 제284조
- 상습협박죄 대한민국 형법 제285조
- 협박미수범 대한민국 형법 제286조

## 같이 보기
- 강도
- 공갈
- 스토킹